# Grupa Operacyjna „Tadeusz”
Grupa Operacyjna „Tadeusz” (GO „Tadeusz”) - jedna z grup operacyjnych Wojska Polskiego okresu II Rzeczypospolitej.
Utworzona 4 września 1939 przez dowódcę Armii „Modlin” gen. bryg. Emila Karola Krukowicza-Przedrzymirskiego dla koordynacji działań 8 Dywizji Piechoty, 20 Dywizji Piechoty, Nowogródzkiej Brygady Kawalerii oraz przedmość „Płock” i „Wyszogród”.
Przedpołudniem 4 września dowódca Armii „Modlin” mianował Władysława Andersa dowódcą Grupy Operacyjnej „Tadeusz”. Autorzy monografii Armii „Modlin” stwierdzają, że gen. Anders uchylił się od wykonania powierzonego mu zadania, co doprowadziło do ostrej scysji z gen. Przedrzymirskim.